# Until Eternity Ends
Until Eternity Ends uit 1994 is een EP van de Zweedse death metalband Edge of Sanity.

## Bezetting
- Dan Swanö – zang, keyboards, gitaar
- Anders Lindberg – basgitaar
- Benny Larsson – drums
- Andreas Axelsson – gitaar, zang
- Sami Nerberg – gitaar, zang

## Nummers
1. Until Eternity Ends - 4:02
2. Eternal Eclipse - 2:53
3. Bleed - 2:08
4. Invisible Sun - 3:21 (cover The Police)